# Grumman F-14 Tomcat
Grumman F-14 Tomcat er et amerikansk to-sædet, tomotorers jagerfly. Flyet blev udviklet af Grumman Aircraft Engineering Corporation for den amerikanske flåde. F-14 Tomcat var i 1980'erne og op til begyndelsen af 2000'erne den amerikanske flådes primære jagerfly. Flyet har variabel pilgeometri, hvor vingerne har en vinkel på 20° ved start fra og landing på hangarskibe. Under overlydshastighed kan vingernes vinkel nå op på 68°, og ved parkering kan vingernes vinkel sættes til 75°. Flyet var bygget til at være overlegen i luftkamp, men blev senere forsøgt anvendt som rekognosceringsfly og jagerbomber. Den var det første fjerdegenerationsjagerfly (andre fjerdegenerationsfly er de amerikanske F-15, F-16 og F/A-18 Hornet, og de sovjetiske MiG-29 og Su-27) og den byggede på erfaringerne fra kampene mod sovjetiskbyggede MiG-fly i Vietnamkrigen.
F-14 blev taget i brug af den amerikanske flåde i 1972, hvor den erstattede F-4 Phantom II og den planlagte F-111B. Den blev i 1976 også solgt til shahens luftvåben i Iran. Den amerikanske flåde erstattede i 2006 F-14 med den mere moderne og økonomiske F/A-18E/F Super Hornet. Luftvåbnet i den islamiske republik Iran er de eneste i verden, der i dag anvender F-14.
Det amerikanske AIM-54 Phoenix luft til luft-missil var et effektivt våben til F-14. En F-14 kunne engagere seks luftmål samtidigt med seks AIM-54, AIM-54 havde en stor rækkevidde på over 100 sømil og kunne nedskyde højtflyvende MiG-25 Foxbat, der fløj mach 3. F-14 Tomcat kom i kamp mod libyske jagerfly i 1981 og 1989 over Store Syrte. Under Iran-Irak-krigen kom iranske F-14 i kamp mod Saddam Husseins fransk producerede Dassault Mirage F1 og en række sovjetisk producerede kampfly. 

## Populærkultur
F-14-modellen er nok mest kendt fra popkultur fra filmen Top Gun fra 1986, hvor Tom Cruise flyver i modellen som piloten Maverick.

## Eksterne links
- Wikimedia Commons har flere filer relateret til Grumman F-14 Tomcat